# Ploërdut
 Ploërdut  (en bretón Pleurdud) es una población y comuna francesa, situada en la región de Bretaña, departamento de Morbihan, en el distrito de Pontivy y cantón de Guémené-sur-Scorff.

## Demografía
| 2260 | 2074 | 1842 | 1575 | 1359 | 1312 | 1239 |
| Para los censos de 1962 a 1999 la población legal corresponde a la población sin duplicidades (Fuente: INSEE [Consultar]) |      |      |      |      |      |      |